# Лиска
Лиска (Лиски) — река в России, протекает в Клетском и Суровикинском районах Волгоградской области. Правый приток Дона, впадает в Чирский залив Цимлянского водохранилища, в 9,5 км от русла Дона.

## География
Лиска начинается в балке примерно в 20 км юго-восточнее районного центра Клетская. Течёт в общем направлении на юг. На реке расположены населённые пункты Муковнин, Верхняя Бузиновка, Нижняя Бузиновка, Сухановский. Ниже Лиска принимает левый приток Ростошь и правый — Быстрый Ерик. Ниже по течению на реке находятся населённые пункты Скворин, Качалин, Остров, Попов 1-й, Лысов, Погодин, Бурацкий. Длина реки составляет 106 км. Площадь водосборного бассейна — 1530 км².

## Данные водного реестра
По данным государственного водного реестра России относится к Донскому бассейновому округу, водохозяйственный участок реки — Дон от города Калач-на-Дону до Цимлянского гидроузла, без реки Чир, речной подбассейн реки — Дон между впадением Хопра и Северского Донца. Речной бассейн реки — Дон (российская часть бассейна).
Код объекта в государственном водном реестре — 05010300912107000010042.